# Wodorotlenek baru
Wodorotlenek baru Ba(OH)2 – nieorganiczny związek chemiczny. Roztwór wodorotlenku baru jest silną zasadą, w stanie stałym występuje w postaci białych granulek lub proszku.

## Otrzymywanie
Wodorotlenek baru otrzymywany jest w wyniku reakcji tlenku baru (BaO) z wodą. Krystalizuje jako ośmiowodny hydrat (Ba(OH)2·8H2O), który może zostać odwodniony do związku jednowodnego (monohydratu) poprzez ogrzewanie na powietrzu lub odwodniony całkowicie podczas ogrzewania w 100 °C pod próżnią.

## Zastosowanie
Wodorotlenek baru jest używany w chemii analitycznej do miareczkowania słabych kwasów, zwykle kwasów organicznych. Jest „czystym odczynnikiem” wolnym od zanieczyszczeń wodorotlenku sodu i wodorotlenku potasu. Rozpuszczony nie zawiera niepożądanych węglanów (węglan baru jest nierozpuszczalny w wodzie).
Używany do miareczkowania z takimi wskaźnikami jak fenoloftaleina lub tymoloftaleina zmieniających kolor w środowisku alkalicznym, bez ryzyka błędu miareczkowania spowodowanego słabymi jonami węglanowymi. Wodny nasycony roztwór wodorotlenku baru nazywany jest wodą barytową.
Wodorotlenek baru używany jest w syntezie organicznej jako silna zasada, np.
- do hydrolizy estrów[2] i nitryli[3], np.:

- do syntezy cyklopentanonu[4]:

- do syntezy alkoholu diacetonowego[5]:

oraz w innych reakcjach.

### Inne zastosowania
- do neutralizacji rozlanych kwasów
- składnik preparatów homeopatycznych

## Zagrożenia
Wodorotlenek baru jest żrący i szkodliwy dla zdrowia.